# 柴禹锡
柴禹锡（?—?），字玄圭，宋朝大名人，北宋政治人物。

## 生平
少年相貌不凡，有客人說他：“若辅以经术，必致将相。”早年在宋太宗藩邸辦事。太平兴国初，授供奉官。歷官涪州（治今重庆涪陵）观察使。端拱二年正月（988年），为澶州（治今河南濮阳）兵马部署。至道初年，授镇宁军节度、泾州知州。《宋史》时称：“自柴禹锡而下，率因给事藩邸，以攀附致通显……故莫逃于龊龊之讥。”咸平年间，调任贝州知州。次年移任陕州知州。有子柴宗庆为驸马。

## 延伸阅读
[在维基数据编辑]
 《宋史·卷268》，出自脱脱《宋史》